# 里克·威爾遜
里克·威爾遜（Rick Wilson，1966年1月2日—）是一位澳洲政治人物，他的黨籍是澳洲自由黨。自2013年開始，他是奧康納選區選出的澳大利亞眾議院的議員。在踏入政壇之前，他是一位農夫。